# 蕉鯔
蕉鯔為輻鰭魚綱鯔形目鯔科的其中一種，分布於東大西洋區，從塞內加爾至安哥拉海域，體長可達40公分，棲息在沿岸海域、河口區，以浮游植物、有機碎屑為食，可做為食用魚。

## 擴展閱讀
維基物種上的相關：蕉鯔